# Märta Johansson
För andra betydelser, se Märta Johansson (olika betydelser).
Märta Hillevi Johansson, född 2 februari 1935 i Kristine församling i Göteborg, död 7 augusti 2023 i Partille, var en svensk rektor och politiker (socialdemokrat). Hon var riksdagsledamot 1994–2002 för Västra Götalands läns västra valkrets.